# Ban Quản trị Trung ương Đảng Cộng sản Liên Xô
Ban Quản trị Trung ương Đảng Cộng sản Liên Xô (tiếng Nga: Отдел административных органов ЦК КПСС) là cơ quan trực thuộc Ban Chấp hành Trung ương Đảng Cộng sản Liên Xô. Ban được thành lập vào năm 1948 với tên gọi là Ban Hành chính Trung ương Đảng Cộng sản Liên Xô (Bolshevik), bị bãi bỏ ngày 10/1988 khi sáp nhập vào Ủy ban Pháp luật Nhà nước Trung ương Đảng Cộng sản Liên Xô.

## Lịch sử
Vào ngày 10 tháng 7 năm 1948, trên cơ sở một số vụ của Ban Nhân sự Trung ương Đảng Cộng sản toàn Liên bang (Bolshevik) (Управление кадров ЦК ВКП(б)), Ban Hành chính Trung ương Đảng Cộng sản toàn Liên bang (Bolshevik) (Административный отдел ЦК ВКП(б)) được thành lập.
Vào ngày 8 tháng 4 năm 1953, sáp nhập với Ban Kế hoạch, Tài chính và Thương mại Trung ương Đảng Cộng sản Liên Xô thành Ban Hành chính, Thương mại và tài chính Trung ương Đảng Cộng sản Liên Xô (Отдел административных и торгово-финансовых органов ЦК КПСС). Vào ngày 28 tháng 5 năm 1954, lại phân tách thành Ban Hành chính Trung ương Đảng Cộng sản Liên Xô, và, Ban Tài chính, Thương mại và Kế hoạch Trung ương Đảng Cộng sản Liên Xô.
Vào ngày 27 tháng 2 năm 1956, một cuộc cải tổ lớn của bộ máy Trung ương Đảng đã được thực hiện: Văn phòng Trung ương Đảng Cộng sản Liên Xô phụ trách Nga Xô (Бюро ЦК КПСС по РСФСР) được thành lập; theo đó các Ban của Trung ương Đảng Cộng sản Liên Xô được thiết lập tại Nga Xô và các nước Cộng hòa Liên bang. Vào ngày 8 tháng 4 năm 1966, Văn phòng và các ban trực thuộc đã bị bãi bỏ.
Ngày 3 tháng 5 năm 1966, Ban hành chính Trung ương Cộng sản Liên Xô được đổi tên thành Ban Quản trị Trung ương Đảng Cộng sản Liên Xô (отдел административных органов ЦК КПСС)
Vào tháng 10 năm 1988, Ban được chuyển đổi thành Ủy ban Pháp luật Nhà nước Trung ương Đảng Cộng sản Liên Xô.

## Chức năng và nhiệm vụ
Ban Quản trị chịu trách nhiệm giám sát và kiểm tra hoạt động của các cơ quan quân sự, các cơ quan của Bộ An ninh Nhà nước - KGB, Bộ Nội vụ, kiểm soát nhà nước, tư pháp, y tế và phúc lợi xã hội, quản lý các cơ quan chính trị quân sự và các tổ chức đảng của các cơ quan giám sát, giám sát và phê chuẩn chuyển giao nhân sự trong các Ban của Trung ương Đảng.

## Cấu trúc
Cấu trúc của ban đã được phê duyệt bởi Cục tổ chức Trung ương Đảng toàn Liên bang vào ngày 9 tháng 8 năm 1948:
- Vụ thư ký
- Vụ Lục quân
- Vụ Không quân
- Vụ Hải quân
- Vụ MGB
- Vụ Nội vụ
- Vụ Tư pháp và Kiểm soát Nhà nước
- Vụ Y tế
- Vụ nhân sự

Vào ngày 5 tháng 4 năm 1950, theo nghị quyết của Bộ Chính trị Trung ương Đảng Cộng sản toàn Liên bang Bolshevik, Cục GUSS (Tổng cục Xây dựng Đặc biệt của Bộ Quốc phòng Liên Xô) đã được thành lập thuộc Trung ương Đảng Cộng sản toàn Liên bang.
Vào tháng 7 năm 1952, số lượng các vụ tăng lên 14, được kết hợp thành 4 phân ban:
- Tiểu ban Cán bộ Bộ Quân sự và Hải quân
- Tiểu ban Nhân sự Bộ An ninh Nhà nước và Nội vụ
- Tiểu ban Tư pháp và Văn phòng Công tố viên
- Tiểu ban Y tế và con người

Vào ngày 22 tháng 4 năm 1953, cơ cấu của Ban Hành chính, Thương mại và tài chính đã được công bố:
- Vụ Thư ký
- Vụ Lục quân
- Vụ Không quân
- Vụ Hải quân
- Vụ Nội vụ
- Vụ Tư pháp và Công tố
- Vụ Y tế và phúc lợi
- Vụ Văn hóa thể thao
- Vụ Kế hoạch
- Vụ Tài chính
- Vụ Thương mại

Theo nghị quyết của Ủy ban Trung ương Đảng Cộng sản Liên Xô ngày 28 tháng 4 năm 1954, Vụ các cơ sở giáo dục nguồn lao động đã được chuyển tách từ Ban Khoa học và Văn hóa Trung ương.
Sau khi Ban được chia tách vào ngày 28 tháng 5 năm 1954, các vụ của các cơ quan thương mại, tài chính và kế hoạch được chuyển sang Ban Thương mại, tài chính và kế hoạch. Trong cùng kỳ, do sự phân chia của Bộ An ninh KGB và Bộ Nội vụ: tạo ra vụ các cơ quan an ninh quốc gia, giám sát thực thi pháp luật đã được phân bổ trong một vụ riêng biệt (vào cuối năm 1950 đã được sáp nhập với vụ các cơ quan tư pháp và các công tố trong khu vực công, văn phòng công tố và tòa án);
Từ năm 1966, cơ cấu của Ban gồm:
- Vụ Thư ký
- Vụ Lục quân, Tên lửa, Phòng thủ dân sự và DOSAAF
- Vụ Không quân và Hải quân, Phòng không và Hàng không dân dụng
- Vụ An ninh nhà nước
- Vụ Công tố, tòa án và pháp lý
- Vụ Thực thi Pháp luật

Liên quan đến việc đổi tên Bộ Bảo vệ trật tự công cộng Liên Xô thành Bộ Nội vụ Liên Xô vào cuối năm 1968, Vụ các cơ quan thực thi pháp luật được đổi tên thành Vụ các cơ quan nội vụ pháp luật;
Năm 1970, các vụ phòng thủ dân sự và DOSAAF độc lập và lĩnh vực hàng không dân dụng đã được lập;
Vào tháng 10 năm 1988, sau khi chuyển đổi Ban Quản trị thành Ủy ban Pháp luật Nhà nước, cấu trúc như sau:
- Vụ Thư ký
- Vụ Xây dựng quân sự
- Vụ Hàng không và hạm đội
- Vụ An ninh nhà nước
- Vụ thực thi pháp luật
- Vụ các vấn đề của nhà nước pháp quyền xã hội chủ nghĩa và nhân quyền
- Vụ các vấn đề phổ biến quan hệ giữa các quốc gia
- Vụ các vấn đề quan hệ quốc gia trong các nước cộng hòa Liên bang
- Nhóm các cố vấn cải thiện luật pháp

Trong những năm cuối cùng, Ủy ban đã được tổ chức lại một lần nữa, các tiểu ban được tạo lại.

## Lãnh đạo
| STT | Họ và tên                       | Nhiệm kỳ          | Lãnh đạo Ban                                                                        | Chức vụ Đảng Cộng sản Liên Xô            | Ghi chú                            |
| --- | ------------------------------- | ----------------- | ----------------------------------------------------------------------------------- | ---------------------------------------- | ---------------------------------- |
| 1   | Yevgeny Andreyev (1908-1990)    | 7/1948 - 3/1949   | Trưởng ban Ban Hành chính Trung ương Đảng Cộng sản toàn Liên bang                   |                                          |                                    |
| 2   | Vasily Makarov (1903-1975)      | 6/1950 - 12/1950  | Trưởng ban Ban Hành chính Trung ương Đảng Cộng sản toàn Liên bang                   |                                          | Quyền Trưởng ban từ 3/1949-6/1950  |
| 3   | Grigory Gromov (1903-1975)      | 12/1950 - 10/1951 | Trưởng ban Ban Hành chính Trung ương Đảng Cộng sản toàn Liên bang                   | Ủy viên dự khuyết Trung ương Đảng        |                                    |
| 4   | Nikita Yegorov (1908-1970)      | 10/1952 - 4/1953  | Trưởng ban Ban Hành chính Trung ương Đảng Cộng sản Liên Xô                          |                                          |                                    |
| 5   | Afanasy Dedov (1913-1961)       | 4/1953 - 5/1954   | Trưởng ban Ban Hành chính, Thương mại và tài chính Trung ương Đảng Cộng sản Liên Xô |                                          |                                    |
| 5   | Afanasy Dedov (1913-1961)       | 5/1954 - 11/1955  | Ban Hành chính Trung ương Đảng Cộng sản Liên Xô                                     |                                          |                                    |
| 6   | Valentin Zolotukhin (1907-1976) | 2/1957 - 12/1957  | Trưởng ban Ban Hành chính Trung ương Đảng Cộng sản Liên Xô                          |                                          | Quyền trưởng ban từ 11/1955-2/1957 |
| 7   | Alexey Zheltov (1904-1991)      | 1/1958 - 6/1959   | Trưởng ban Ban Hành chính Trung ương Đảng Cộng sản Liên Xô                          |                                          |                                    |
| 8   | Nikolay Mironov (1913-1964)     | 5/1959 - 10/1964  | Trưởng ban Ban Hành chính Trung ương Đảng Cộng sản Liên Xô                          | Ủy viên Kiểm tra Trung ương Đảng         | Mất khi đang tại nhiệm             |
| 9   | Nikolai Savinkin (1913-1993)    | 10/1964 - 5/1966  | Quyền trưởng ban Ban Hành chính Trung ương Đảng Cộng sản Liên Xô                    |                                          |                                    |
| 9   | Nikolai Savinkin (1913-1993)    | 5/1966 - 2/1968   | Quyền trưởng ban Ban Quản trị Trung ương Đảng Cộng sản Liên Xô                      | Ủy viên Ủy ban Kiểm toán Trung ương Đảng |                                    |
| 9   | Nikolai Savinkin (1913-1993)    | 2/1968 - 1/1987   | Trưởng ban Ban Quản trị Trung ương Đảng Cộng sản Liên Xô                            | Ủy viên Trung ương Đảng                  |                                    |
| 10  | Anatoly Lukyanov (1930-)        | 1/1987 - 10/1988  | Trưởng ban Ban Quản trị Trung ương Đảng Cộng sản Liên Xô                            | Ủy viên Trung ương Đảng                  |                                    |
| 11  | Alexander Pavlov (1929-)        | 10/1988 - 10/1990 | Chủ nhiệm Ủy ban Pháp luật Nhà nước Trung ương Đảng Cộng sản Liên Xô                | Ủy viên Trung ương Đảng                  |                                    |
| 12  | Oleg Baklanov (1932-)           | 1/1991 - 8/1991   | Chủ nhiệm Ủy ban Pháp luật Nhà nước Trung ương Đảng Cộng sản Liên Xô                | Bí thư Trung ương Đảng                   |                                    |